# 永昌公主 (边大士之妻)
永昌公主（6世纪—7世纪），初唐公主。嫁金城人边大士。唐朝建立后，边大士拜驸马都尉、检校左领军卫大将军、陈留公。有孙边聘。永昌公主孙女嫁给右领军伏夷府折冲都尉骆长素（605年—671年）。
《河南志》载：“次北敦化坊，本曰基化。唐景云初避明皇名。隋有永昌公主宅。”可见永昌公主在隋朝时已出生，而史书没有唐高祖女嫁给边大士的记载，永昌公主当是唐高祖的平辈或长辈。